# Blackburn Beverley
Il Blackburn B-101 Beverley era un aereo quadrimotore da trasporto strategico ad ala alta prodotto dall'azienda britannica Blackburn and General Aircraft Limited negli anni cinquanta e rimasto in servizio nella Royal Air Force, nell'ambito del RAF Transport Command, dal 1955 al 1967.

## Sviluppo del progetto
Il progetto di questo grande aereo da trasporto fu inizialmente sviluppato con il nome di G.A.L. 60 Universal Freighter dalla General Aircraft Limited i cui progettisti ne avevano approfondito l'idea fin dall'immediato dopoguerra, basandosi sulle esperienze maturate con la costruzione dell'aliante da trasporto pesante Hamilcar, ipotizzandone potenzialità di impiego sia sul mercato civile che su quello militare.
Lo studio preliminare fu proposto all'Air Ministry in risposta alla specifica C.3/46 con la quale veniva richiesta la realizzazione di un velivolo destinato al trasporto tattico capace di trasportare carichi di 25 000 lb (11 340 kg) su tratte di almeno 500 mi (805 km).

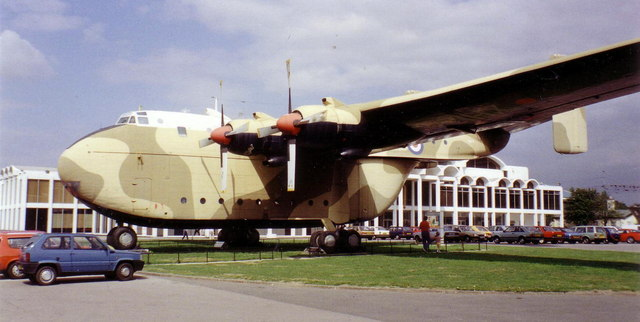
Uno degli ultimi Beverley sopravvissuti una volta ritirati dal servizio. L'XH124 fu rottamato nel 1990 dopo 17 anni di esposizione presso il Royal Air Force Museum.

Nel corso del processo di sviluppo del G.A.L. 60, il 1º gennaio 1949 la General Aircraft si fuse con la Blackburn Aircraft dando origine alla nuova realtà industriale denominata Blackburn and General Aircraft Limited che proseguì inalterata l'opera di completamento del prototipo dell'aereo, portato in volo per la prima volta il 20 giugno 1950.
Il velivolo si presentava nelle forme di un monoplano quadrimotore ad ala alta con ampia e profonda fusoliera accessibile sia tramite porte sul lato sinistro che mediante l'apertura di portelloni posteriori destinati al movimento dei carichi più ingombranti, quali bulldozer, fuoristrada o cannoni. Il carrello d'atterraggio era di tipo triciclo anteriore ed era fisso ed ammortizzato, al fine di sopportare meglio le avverse condizioni previste nel caso di operazioni da piste semipreparate o da terreni accidentati.
Il positivo esito delle prove di volo consentì allo Universal Freighter di prendere parte alla Mostra internazionale e esposizione di volo di Farnborough, tenutosi nel settembre del 1950, durante la quale venne annunciato l'ordine per un secondo esemplare. Nei primi mesi del 1951 la Blackburn propose di cambiare la motorizzazione del G.A.L. 60, passando dagli originari Bristol Hercules 730, capaci di una potenza pari a 2 020 hp (1 506 kW), ai più potenti Bristol Centaurus da 2 840 hp (2 118 kW), in quanto i più recenti sviluppi nelle tecniche di lancio con il paracadute di carichi ingombranti rendevano meno stringenti le necessità di velivoli da trasporto con caratteristiche STOL. Per gli stessi motivi fu rivista la forma del portellone posteriore della fusoliera che fu reso completamente amovibile, al fine di agevolare le operazioni di rilascio del carico durante il volo.
L'Air Ministry richiese quindi nuovi test con il primo prototipo che, superati ancora una volta suscitando notevole impressione negli osservatori, condussero all'autorizzazione a procedere con le modifiche suggerite. Il secondo esemplare, identificato sia come G.A.L. 65 che come Blackburn B-100, fu denominato Universal Freighter Mk.2 e portato in volo per la prima volta il 14 giugno del 1953; per altro già sul finire del 1952 la Blackburn sottoscrisse un contratto per la fornitura di venti esemplari (da consegnare a partire dal 1955) che ricevettero il nome ufficiale di Beverley. Secondo alcuni un secondo contratto per ventisette ulteriori aerei fu siglato nel maggio del 1954, mentre altri riportano tre diversi ordini (per il medesimo totale di ventisette velivoli) sottoscritti tra il 30 luglio 1954 ed il 24 settembre 1956.
Tutti gli esemplari di serie ricevettero la denominazione di fabbrica di "B-101" e furono registrati dalla RAF come "Beverley C.Mk 1"; ulteriori proposte di sviluppo identificate dalla Blackburn come "B-107" e "B-107A" non andarono oltre lo stadio progettuale.

## Tecnica

### Cellula

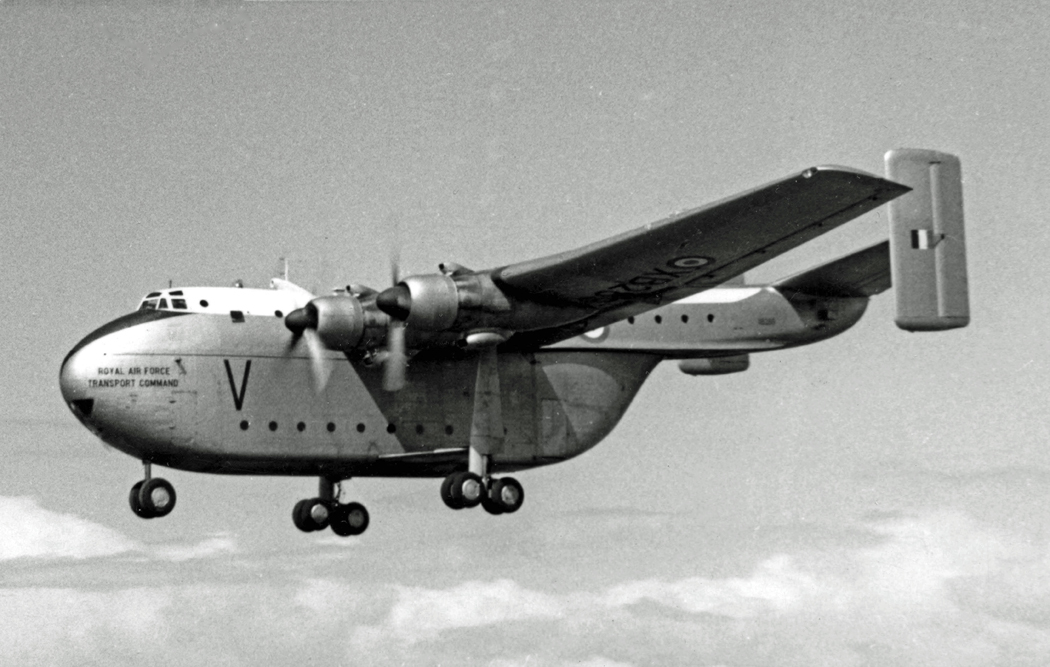
Un Blackburn Beverley C.1 del 47th Squadron.

Il Beverley aveva struttura interamente metallica ed era caratterizzato dalle dimensioni mastodontiche della fusoliera, realizzata su due distinti livelli, che si raccordava ai piani di coda tramite una singola trave nella quale era ricavata una cabina in grado di ospitare 36 soldati oppure 30 paracadutisti equipaggiati. All'estrema prua era invece disposta la cabina di pilotaggio con postazioni affiancate per due piloti.
La fusoliera aveva sezione rettangolare e, a parte la prua dalla tozza forma conica, misurava 36 piedi (10,97 metri) di lunghezza, 10 ft (3,05 m) di larghezza e 15,5 ft (4,72 m) d'altezza. Il pavimento era realizzato in alluminio corrugato ricoperto da lamine lisce, ed era in grado di reggere un peso di 325 lb per ft² (pari a circa 1587 kg per m²). La parte inferiore della fusoliera poteva essere utilizzata come cabina per 58 passeggeri o per 48 paracadutisti. In apposita configurazione, era possibile alloggiare nel vano di carico fino a 48 barelle per l'evacuazione di feriti. Il massimo carico paracadutabile, grazie anche ai portelloni con apertura a valva, era pari a 25 000 lb (11 340 kg) mentre il massimo carico complessivamente trasportabile arrivava a 45 000 lb (20 412 kg). Era possibile, nell'ambito dei limiti indicati, definire soluzioni di trasporto misto (passeggeri e merci) secondo le necessità della singola missione.
L'ala era disposta al livello del dorso della fusoliera, perciò a 20 ft (6,10 m) da terra, ed alloggiava, entro la prima metà dell'apertura, le gondole dei motori; nella metà più esterna le ali assumevano diedro leggermente positivo. Il disegno in pianta era rastremato dalla radice verso l'estremità, sia sul bordo d'entrata che su quello d'uscita. Anche i piani di coda presentavano diedro positivo (formando un angolo di 7°45') e apertura di 42 ft (12,80 m) al fine di mantenere al di fuori della scia generata dalle eliche dei motori sia gli equilibratori che le doppie derive disposte alle loro estremità.
Il carrello d'atterraggio era di tipo triciclo anteriore e fisso; l'elemento anteriore era dotato di due ruote mentre le due gambe posteriori erano dotate ciascuna di quattro ruote, per facilitare le operazioni da terreni non perfettamente preparati. Le gambe degli elementi posteriori erano collegate mediante strutture tubolari metalliche sia all'ala (in corrispondenza delle gondole dei motori interni) sia al ventre della fusoliera (a circa metà della sua lunghezza).
Malgrado il peso trasportabile, grazie alla configurazione delle ali (dotate di ipersostentatori attuati elettricamente) ed alla robustezza del carrello, il Beverley era in grado di effettuare atterraggi in spazi estremamente ridotti.

### Motori
Il Beverley fu equipaggiato, a partire dal secondo prototipo, con quattro Bristol Centaurus, motore radiale a diciotto cilindri disposti su doppia stella; sui velivoli di serie furono installati i "Centaurus 173" ciascuno dei quali era in grado di sviluppare la potenza di 2 850 hp (2 125 kW), accoppiati ad eliche quadripala Rotol dal diametro di 14 ft (4,27 m).

## Impiego operativo

### Militare
La prime consegne ai reparti della Royal Air Force avvenne il 12 marzo 1956, presso il 47th Squadron di base ad Abingdon-on-Thames seguito dal 53rd Squadron febbraio del 1957, che procedette alla graduale sostituzione dei propri Handley Page Hastings. Seguirono il 30th (ad aprile del 1957), l'84th (maggio 1958) ed il 34th Squadron (formato ex novo nei primi mesi del 1959).
Nel corso del 1967 la vita operativa dei Beverley fu segnata dall'acquisizione da parte della RAF dei nuovi Lockheed C-130 Hercules ed il 16 settembre si tenne la cerimonia ufficiale di congedo presso la base di Abingdon; l'ultimo esemplare doveva essere ritirato alla fine di quell'anno ma il 15 dicembre fu protagonista di un incidente durante una missione di addestramento nella giungla malese.

### Civile

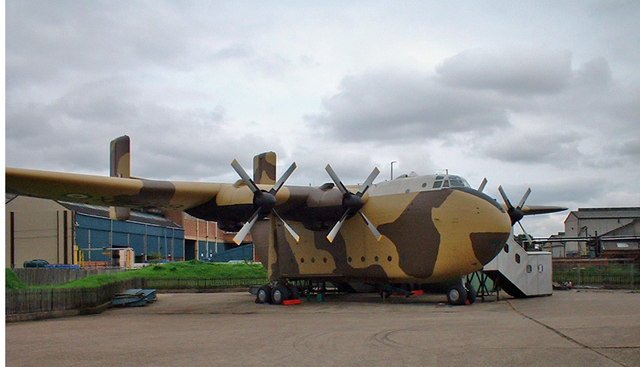
Il primo Beverley in una foto risalente al 2002; all'epoca era in esposizione al Museum of Army Transport (ora non più esistente) di Flemingate, sobborgo di Beverley. Alla fine del 2018 questo è l'ultimo Beverley esistente, esposto presso il museo di Fort Hull.

Sebbene progettato anche per essere destinato al mercato civile, il Beverley non riuscì a suscitare l'interesse dei vettori del settore. Un solo esemplare ottenne un certificato di idoneità al volo temporaneo, valido per quattro mesi dal settembre del 1955 per un'operazione di trasporto da svolgere nel Sultanato di Mascate e Oman per conto della Iraq Petroleum Company da parte della General Hunting Clan Air Transport. L'aereo (immatricolato G-AOEK) trasportò 129000 kg di attrezzature e materiali nel corso di nove voli della durata di circa due ore ciascuno tra il porto di Mesaieed e la località di Fahd, situata in piena zona desertica. Fu calcolato che un sistema alternativo di trasporto di quei materiali, basato prima su un tragitto via nave per proseguire poi via terra, avrebbe richiesto due settimane di tempo per ciascun viaggio.

## Esemplari attualmente esistenti
Alla fine del 2020 esiste ancora un solo esemplare di Beverley: l'esemplare con la matricola XB259, rimasto esposto presso il Museum of Army Transport fino alla sua chiusura nel 2003. Successivamente spostato nell'area museale presso Fort Paull, fortificazione non distante da Kingston upon Hull, è stato acquistato da Martyn Wiseman, alto dirigente della Condor Aviation che intende trasferirlo a Birchwood Lodge, un campo d'aviazione privato situato nelle vicinanze di York, non distante dall'originario impianto di produzione.

## Utilizzatori
Regno Unito
- Royal Air Force

## Velivoli comparabili
- Armstrong Whitworth A.W.660 Argosy

### Riviste
- (EN) Beverley Build-up, in Flight International, Sutton, Surrey - UK, Reed Business Information Ltd., 4 febbraio 1955,  pp. 145-8. URL consultato il 19 dicembre 2018.